# Openbaar Lichaam Rijnmond
Het Openbaar Lichaam Rijnmond was een rechtstreeks door de bevolking gekozen bestuursorgaan tussen gemeente en provincie bedoeld om de specifieke problemen op regionaal niveau in de regio Rijnmond te coördineren. Het Openbaar Lichaam Rijnmond startte in 1964 als een bestuurlijk experiment, en heeft bestaan tot 1986.

## Het ontstaan van het Openbaar Lichaam Rijnmond
Voor groei van de haven van Rotterdam was ruimte nodig. Ruimte die niet binnen de grenzen van Rotterdam beschikbaar was. De Wet gemeenschappelijke regelingen van 1950 bood ruimte om zo veel mogelijk met omliggende gemeenten samen te werken. Annexatie, bijvoorbeeld van Rozenburg, Geervliet en Spijkenisse voor de aanleg van de Botlek, was niet noodzakelijk. Bilaterale samenwerking kostte echter veel tijd. De gedachte aan een bovengemeentelijk orgaan werd geboren. Toen in 1958 geen overeenstemming kon worden bereikt binnen de 27 Rijnmondgemeenten werden toch gebieden door Rotterdam geannexeerd voor de aanleg van Botlek en Europoort. In 1966 moesten Heenvliet, Geervliet, Spijkenisse en Rozenburg grondgebied aan Rotterdam afstaan. De drang naar samenwerking binnen het gehele Rijnmondgebied bleef, niet alleen voor haven en industrie, maar ook voor recreatie, verkeer, woningbouw en milieu.
In 1964 kwam de Wet Openbaar Lichaam Rijnmond tot stand, dit op basis van adviezen van een commissie die onder leiding stond van de commissaris van de Koningin Jan Klaasesz. De binnen de 24 Rijnmondgemeenten op 2 juni 1965 rechtstreeks gekozen Rijnmondraad werd ingesteld. Op 14 september 1965 vond de eerste vergadering van de Rijnmondraad plaats. Door de Kroon was oud-minister-president mr. V.G.M. Marijnen tot voorzitter benoemd. De 81 Rijnmondraadsleden kozen zes "gecommitteerden" en daarmee was het dagelijks bestuur compleet.

## De groei van de betekenis van Rijnmond
Het Openbaar Lichaam Rijnmond was ingesteld als een experiment dat na drie jaar zou worden geëvalueerd. Rijnmond had bij voorbaat weinig macht. Dat was tegen de zin van Rotterdam dat graag een machtig Rijnmond had gezien, zodat Rotterdam zijn ambities makkelijk en vooral sneller kon realiseren. De omliggende gemeenten hielden echter vast aan behoud van hun zelfstandigheid. De Rijnmondraad mocht streekplannen vaststellen die Gedeputeerde Staten vooraf hadden vastgesteld. Voorts kreeg Rijnmond adviesbevoegdheden. Als gemeenten dat wilden, konden zij een deel van hun gemeentelijke bevoegdheden aan Rijnmond overdragen.
In 1968 evalueerde het dagelijks bestuur van Rijnmond het bestuurlijke experiment. De op 16 december 1968 aangetreden nieuwe voorzitter, W.A. Fibbe, oud fractievoorzitter voor de ARP in de Rotterdamse gemeenteraad, bepleitte dat Rijnmond meer beleidsbepalend moest zijn en financieel meer ruimte moest krijgen. Er moesten meer bevoegdheden komen op het terrein van ruimtelijke ordening, verkeer en vervoer, recreatie en milieu. Rotterdam bepleitte echter, bij monde van burgemeester Thomassen, dat Rijnmond niet boven de gemeenten, maar tussen de gemeenten zou moeten staan. Thomassen zag Rijnmond als een tussenfase om te komen tot een Groot-Rotterdam, dit naar het model van Londen. De omliggende gemeenten vertrouwden Rotterdam niet en daarmee ook Rijnmond niet. Zij zagen de havenplannen van Rotterdam als bedreiging van het leefmilieu in hun gemeenten. De meeste leden van de Rijnmondraad waren ook geen voorstander van de expansie van Rotterdam, zij benadrukten het belang van het milieu en waren voorstander van een selectieve industriële ontwikkeling.
In 1970 waren in het Rijnmondgebied perioden met zeer ernstige luchtvervuiling. De steun voor de komst van hoogovens in het Rotterdamse havengebied werd minder. In gemeenteraad van Rotterdam werd in 1971 een motie aangenomen die er toe leidde dat Rotterdam zijn hinderwetbevoegdheden voor het buitenstedelijk gebied overdroeg aan Rijnmond. De motie was bedoeld als rem op het industrialisatiebeleid. Deze overdracht was de start van de Dienst Centraal Milieubeheer Rijnmond (DCMR).
Na een aantal ideeën voor een ander Rijnmond, waarvan het stadsgewest de meest vergaande was, bood het in 1975 verschenen wetsontwerp Reorganisatie binnenlands bestuur een nieuw alternatief, namelijk de vorming van een provincie Rijnmond door de splitsing van Zuid-Holland. De Rijnmondgemeenten steunen de gedachte van een provinciale status van Rijnmond. De provincie Zuid-Holland was bereid een aantal provinciale taken naar Rijnmond over te laten gaan in het kader van de wijziging van de Rijnmondwet in 1979. Rijnmond krijgt provinciale taken op het gebied van de ruimtelijke ordening en van zes milieuwetten.
Fibbe was voorzitter van het Openbaar Lichaam Rijnmond tot 1 maart 1978. Dr. Ad Oele volgde hem op en was voorzitter van 1 november 1978 tot 1 oktober 1982. Oele trad af in verband met zijn benoeming tot commissaris van de Koningin in Drenthe.
In 1981 kwam het ontwerp van de wet op de splitsing van provincie Zuid-Holland uit. Rijnmond, Zuid-Holland en de Rijmondgemeenten spraken zich voor dit ontwerp uit. Zuid-Holland stelde weliswaar voorwaarden, maar niet eerder in de meer dan 50 jaar durende discussie is de eensgezindheid over de wenselijke bestuursvorm van het Rijnmondgebied zo groot geweest.
Rijnmond kreeg vooral betekenis op het terrein van ruimtelijke ordening, milieu, buitenstedelijke recreatie en ten aanzien van het ambulancevervoer. Rijnmond had op het terrein van de ruimtelijke ordening de provinciale bevoegdheden. Rijnmond stelde het streekplan voor haar gebied vast en beoordeelde de gemeentelijke structuurplannen en bestemmingsplannen. Begin 1982 gingen vrijwel alle provinciale bevoegdheden van de provincie Zuid-Holland naar Rijnmond. Hiermee werd Rijnmond de autoriteit op het terrein van de bestrijding van de luchtverontreiniging, ten aanzien van afvalstoffen, inclusief chemisch afval, geluidhinder en bodemsanering. Rijnmond zette ook de organisatie op voor een gezamenlijke rampenbestrijding en hulpverlening bij een ramp die zich uitstrekte over meer dan één gemeente.
Rijnmond had bijzondere bevoegdheden ten aanzien van de buitenstedelijke recreatie. In de Rijnmondwet was bepaald dat gemeenten hun bevoegdheden op dit gebied konden overdragen aan Rijnmond. Alle gemeenten deden dit, Rijnmond verzorgde de planning, aanleg, beheer en onderhoud van nieuwe recreatiegebieden en stimuleerde het gebruik hiervan.
Rijnmond kon zijn uitgaven bekostigen uit inkomsten van Rijk en gemeenten. In 1982 beschikte Rijnmond over ruim 58 miljoen gulden. De gemeenten betaalden 8,25 gulden per inwoner en gemiddeld 5 gulden per inwoner voor de buitenstedelijke openluchtrecreatie. Rijnmond hief ook ruim één gulden per inwoner op de hoofdsom van de onroerendgoedbelasting.

## De opheffing van Rijnmond
André van der Louw werd voorzitter van het Openbaar Lichaam Rijnmond op van 16 april 1983. Van der Louw was oud-burgemeester van Rotterdam en enkele maanden eerder afgetreden als minister van Cultuur, Recreatie en Maatschappelijk werk. Al snel ontstonden spanningen tussen het bestuur van Rijnmond en het College van Rotterdam. Met name de opvolger van Van der Louw als burgemeester van Rotterdam, Peper, vond dat Rijnmond zich te veel met de stad bemoeide. Rotterdam begon te lobbyen voor de opheffing van het Openbaar Lichaam en uiteindelijk had dat succes. Rijnmond werd opgeheven op 1 februari 1986.
De taken van Rijnmond werden met ingang van die dag overgenomen door de provincie Zuid-Holland dan wel door de gemeenten waar het door gemeenten overgedragen taken betrof (in het bijzonder buitenstedelijke recreatie).

## Voorzitters
| Ambtsperiode | Naam                         | Partij of stroming | Bijzonderheden                                                                   |
| ------------ | ---------------------------- | ------------------ | -------------------------------------------------------------------------------- |
| 1965 - 1968  | mr. Victor (V.G.M.) Marijnen | KVP                | was eerder minister-president                                                    |
| 1968 - 1978  | Willem (W.A.) Fibbe          | ARP/CDA            | was eerder ARP-fractievoorzitter Rotterdamse gemeenteraad                        |
| 1978 - 1982  | dr. Ad (A.P.) Oele           | PvdA               | was eerder burgemeester van Delft, later commissaris van de Koningin van Drenthe |
| 1983 - 1986  | André (A.A.) van der Louw    | PvdA               | was eerder burgemeester van Rotterdam en minister                                |